# 1-й провулок Ломоносова (Мелітополь)
1-й провулок Ломоносова — провулок в Мелітополі, на північній околиці міста. З'єднує вулицю Ломоносова і вулицю Суворова.

## Назва
Провулок названий на честь російського вченого М. В. Ломоносова.
Поруч також знаходиться вулиця Ломоносова, а в іншому районі міста (але теж поруч з вулицею Ломоносова) - провулок Ломоносова.

## Історія
Перша відома згадка провулка датується 23 листопада 2001 року.